# Avpanurgus flavofasciatus
Avpanurgus flavofasciatus – gatunek pszczół z rodziny pszczolinkowatych, podrodziny zbierkowatych i plemienia zbierek.
Gatunek ten jest jedynym z monotypowego rodzaju Avpanurgus. Oba taksony opisane zostały w 1912 roku przez Klausa Warncke'a w 1972 roku, przy czym Avpanurgus sklasyfikowany był początkowo jako podrodzaj w rodzaju Panurgus.
Pszczoła o ciele długości od 7 do 8 mm, ubarwionym czarno z rozległymi, żółtymi znakami na głowie, tułowiu i metasomie. Na tergitach tej ostatniej tworzą one przewężone pośrodku poprzeczne przepaski. Rowek episternalny jest krótki, ale dobrze zaznaczony. W użyłkowaniu przednich skrzydeł zaznacza się bardzo wąsko ścięta komórka marginalna oraz pierwsza żyłka powrotna odległa od pierwszej z poprzecznych żyłek submarginalnych. Grzbietowa powierzchnia pozatułowia jest dwukrotnie dłuższa od zaplecza. Szóste sternum odwłoka u samców ma krawędź tylną pozbawioną pośrodkowego, za to wyposażoną w dwa szerokie płaty oddzielone zaokrąglonym wykrojeniem. Siódme sternum samców ma krótki i poprzeczny dysk, parę ramion apodemalnych wychodzących z jego nasadowo-bocznych części oraz smukły i rozdwojony na końcu wyrostek środkowo-wierzchołkowy. W narządach kopulacyjnych samca długość gonostylusa wynosi około ćwierć długości gonokoksytu.
Owad endemiczny dla Algierii.